# Bouddhisme en Inde
Pour des articles plus généraux, voir Bouddhisme et Bouddhisme dans le monde.

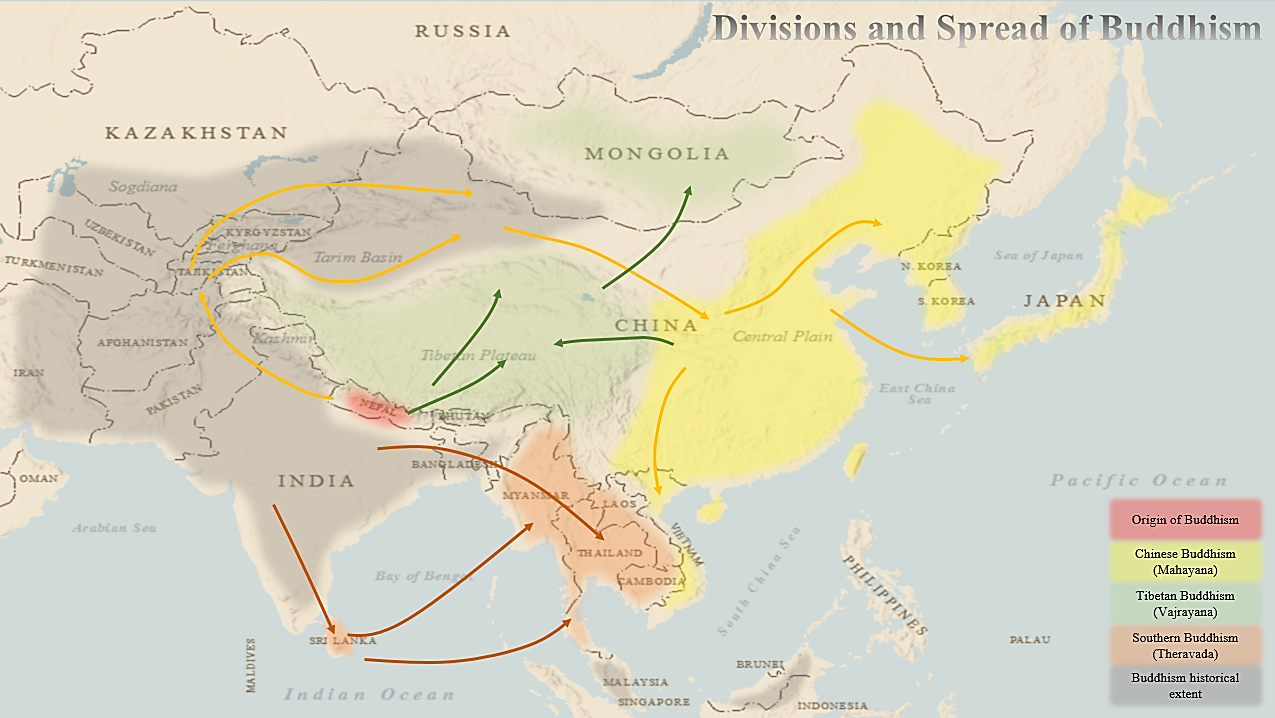
Expansion et courants du bouddhisme.

Bouddhisme en Inde est la religion et philosophie reposant sur les enseignements de Siddhartha Gautama en Inde.
C'est une religion minoritaire dans ce pays qui en est pourtant le berceau. Lors du recensement de 2011, il y avait 8,4 millions bouddhistes, soit 0,7 % de la population de la population indienne. En 1951, ils étaient 2,67 millions. Mais si le nombre de bouddhistes en 2011 a triplé par rapport à 1951, le pourcentage de la population indienne qui est bouddhiste n'a pas changé: il était déjà de 0,7 % en 1961, et ce pourcentage est resté identique lors des recensements décennaux effectués entre ces deux dates,.
Le bouddhisme est né en Inde du Nord, au VIe ou Ve siècle av. J.-C., dans la région du Magadha (aujourd'hui au Bihar), sous l'impulsion de Siddhartha Gautama, (le Bouddha, « éveillé » en sanskrit). Depuis cette région, il se diffuse d'abord vers le sud du sous-continent indien, jusqu'au Sri Lanka, et gagne plus tard aussi le nord-ouest de l'Inde, puis l'Asie centrale et l'Asie de l'Est. 
Il s'organise et se développe autour d'une importante communauté de moines qui suivent le Bouddha et forment le sangha. Au IIIe siècle av. J.-C., l'empereur Ashoka (dynastie des Maurya) se convertit au bouddhisme, qui connaît alors une grande prospérité. Toutefois, tôt après la mort du Bouddha, le sangha a commencé à se diviser en plusieurs écoles. Progressivement deux grandes branches émergent — les Mahasamghika et les Sthaviravāda — tout en coexistant avec d'autres courants. Au tournant de notre ère, une nouvelle branche apparaît en Inde, le Mahāyāna, qui va gagner les régions de l'Himalaya et d'Asie de l'Est. Parallèlement, au Sri Lanka, un autre courant se constitue, le Theravāda, qui lui va se répandre en Asie du Sud-Est.
Le bouddhisme va encore s'épanouir et gagner en importance en Inde sous la dynastie Gupta (320 à 540). Mais bientôt, entre le VIIe et le XIIIe siècle de notre ère, le bouddhisme recule jusqu'à disparaître presque presque totalement de son pays d'origine. Plusieurs facteurs ont sans doute joué: l'hostilité de l'hindouisme à son égard, les vagues d'invasions musulmanes; mais aussi l'indifférence et de l'assoupissement progressif du sangha ainsi qu'un manque de rigueur progressif dans la pratique religieuse,,,. Notons toutefois, qu'au moment où le bouddhisme déclinait en Inde, le monachisme bouddhique commença à s'implanter, à partir du VIIIe siècle, au Tibet où il devint l'axe central de la culture tibétaine pendant un millénaire La pratique du bouddhisme est plus courante dans les régions de l'Himalaya comme le Ladakh, l'Arunachal Pradesh et le Sikkim.
Il faudra attendre le milieu du XXe siècle pour que le bouddhisme recommence à se diffuser dans le pays — en particulier grâce à la conversion au bouddhisme, sous l'impulsion de B. R. Ambedkar, de centaines de milliers d'hindous hors-caste (dalits)). Toutefois, il n'a pas pour autant retrouvé sa place d'antan et reste une religion géographiquement et sociologiquement marginale. 

## Développement du bouddhisme en Inde

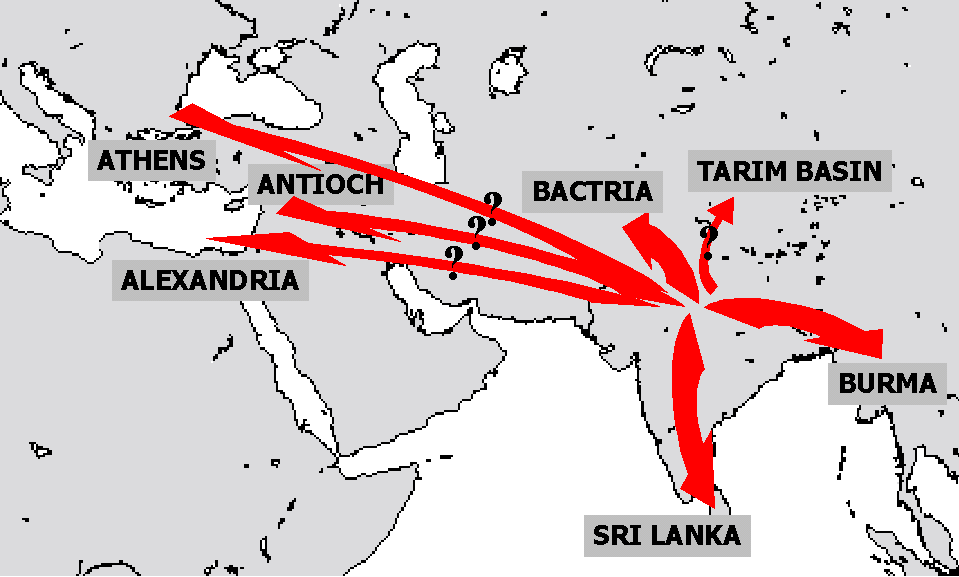
Expansion du bouddhisme à l’époque du roi Ashoka (260–-218).

La période durant laquelle vit Siddhartha Gautama, appelé après son éveil « Bouddha », voit non seulement les débuts de l'urbanisation de l'Inde, mais aussi ceux des États centralisés. La réussite de l’expansion du bouddhisme est liée à la croissance économique de l’époque, ainsi qu'a l'organisation politique des royaumes, qui grâce aux débuts de la centralisation peuvent amener des changements au sein de la société civile.
Le bouddhisme se propage à travers les Indes antiques et bénéficie d'un soutien étatique de la part de divers régimes régionaux. Ce soutien se poursuit durant tout le Ier millénaire apr. J.-C.. La consolidation de l’organisation monastique met le bouddhisme au centre de la vie religieuse et intellectuelle des Indes.
L'empereur Ashoka accède au pouvoir en 273 av. J.-C.. Il s'efforce tout d'abord de consolider puis d'agrandir l'empire hérité de son père Bindusâra. À la suite de la conquête meurtrière du Kalinga, il adopte les principes non-violents (ahimsa) du bouddhisme. Il s'emploie à organiser son empire, qui s'étend de l'actuel Afghanistan jusqu'au Bengale et aussi loin vers le sud que le plateau de Mysore, grâce à un corps important de fonctionnaires et une police efficace ainsi qu'au travers d'édits gravés sur des rochers ou des colonnes dispersés dans tout le pays. Il interdit les sacrifices, promeut le végétarisme et encourage la diffusion du bouddhisme en Inde et dans toute l'Asie.
Pushyamitra, le premier souverain de la dynastie Shunga, construit de grands stupa bouddhistes à Sânchî en 188 av. J.-C.. La dynastie des Kanva, qui succède aux Shunga, voit quatre rois bouddhistes monter sur le trône.

## Déclin du bouddhisme en Inde

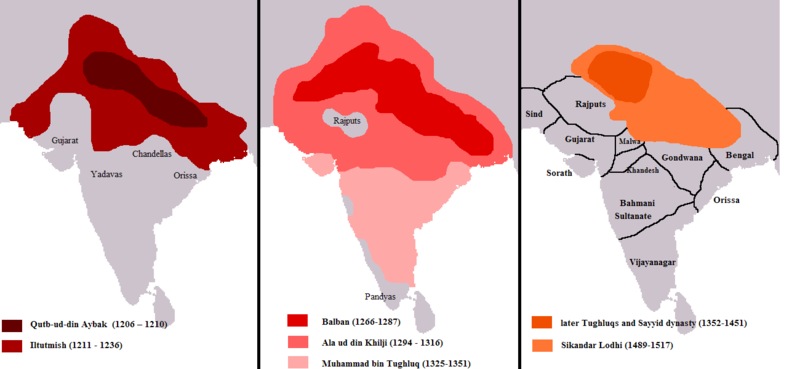
Expansion du sultanat de Delhi

Le déclin du bouddhisme en Inde a plusieurs causes, parmi lesquelles on peut mentionner les conflits sectaires au sein du bouddhisme, la perte du soutien public et royal, l'évolution de la situation socio-politique, le développement de religions indiennes concurrentes telles que l’hindouisme et le jaïnisme, les vagues d'invasions par des peuples venant d'Asie centrale qui touchent les Indes, notamment les invasions des Huns blancs à la fin du Ve siècle.
Le bouddhisme, ainsi déjà affaibli, disparaît de la quasi-totalité du sous-continent vers 1200 avec la conquête musulmane des Indes et ne subsiste que dans les régions himalayennes, le sud des Indes et sur l'ile de Ceylan.

## Renaissance du bouddhisme en Inde

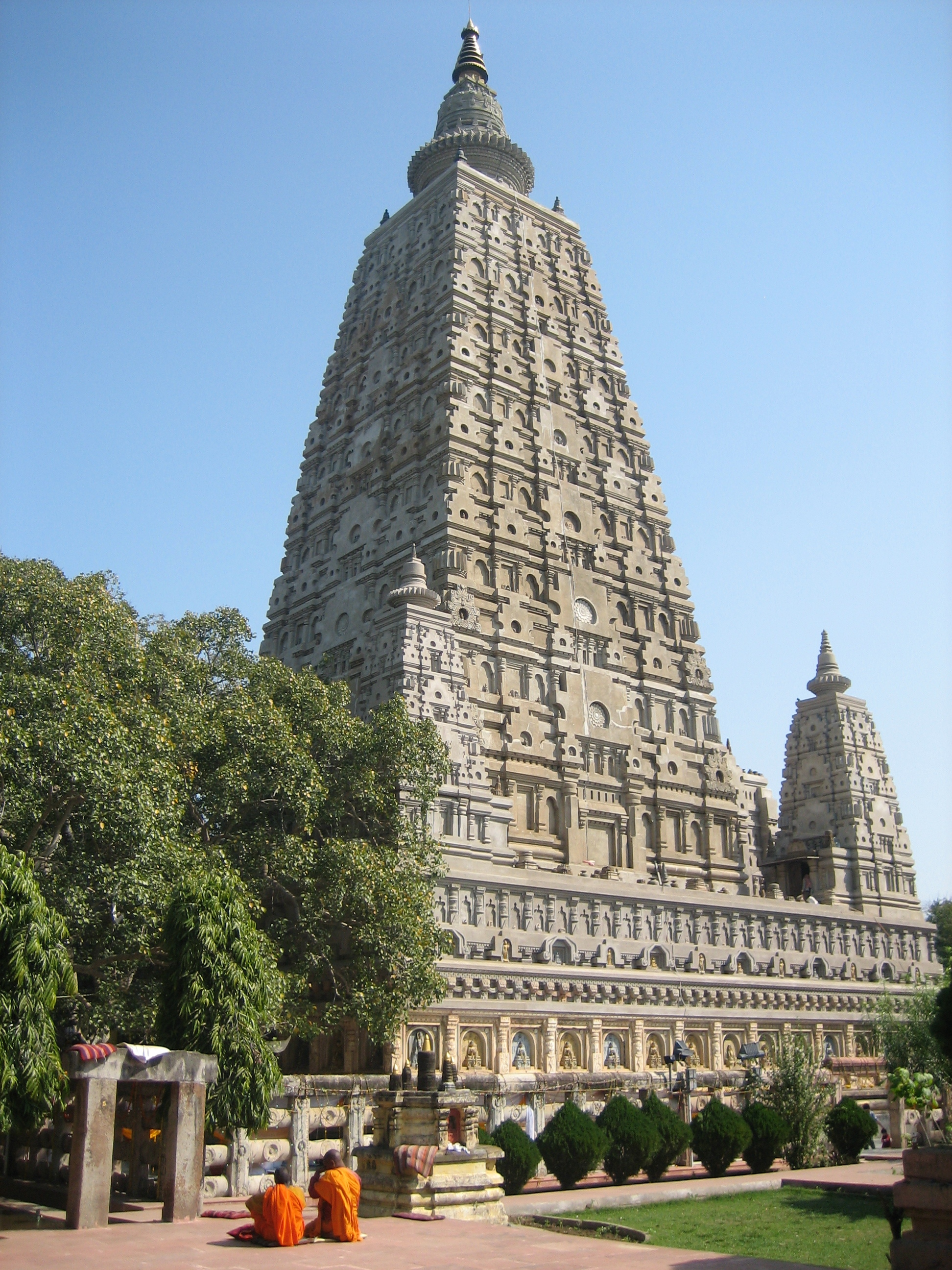
Temple de la Mahābodhi à Bodhgayā.
(Classé patrimoine mondial de l'UNESCO.)

### Bouddhisme tibétain
Depuis le soulèvement tibétain de 1959 et la fuite du dalaï-lama en Inde, le monachisme du bouddhisme tibétain a fait l'objet de persécutions constantes au Tibet par les dirigeants communistes, et il survit dans la diaspora tibétaine notamment en Inde.
Le dalaï-lama est rejoint en 1959 par nombre de lama des différentes écoles du bouddhisme tibétain, ce qui entraîne un renouveau du bouddhisme en Inde. Le dalaï-lama s'engagea dans la sensibilisation de la communauté internationale sur le sort du peuple tibétain. Il fonde la Bibliothèque des archives et des œuvres tibétaines pour la sauvegarde de la culture tibétaine. Des Occidentaux comme Arnaud Desjardins, Matthieu Ricard, Stephen Batchelor, Lama Denys ou encore Glenn H. Mullin, Nicholas Vreeland, entre autres, viennent en Inde et au Népal rechercher cette culture. On doit noter la générosité de l'Inde dans l’accueil des réfugiés tibétains, où ils sont près de 100 000.

## Galerie

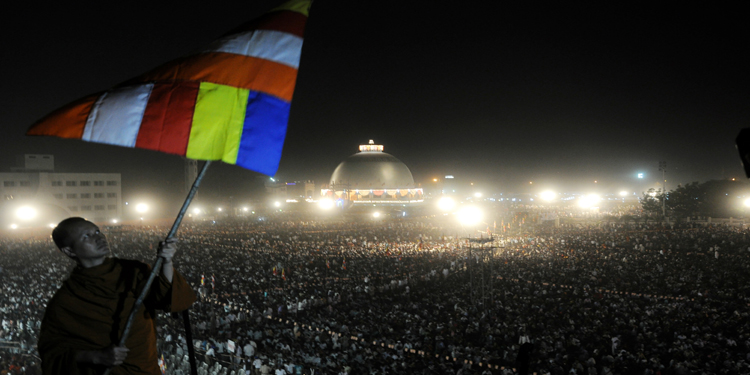
Commémoration de la conversion de masse au bouddhisme des dalits, le 14 octobre 1956. Deekshabhoomi, oct. 2012.
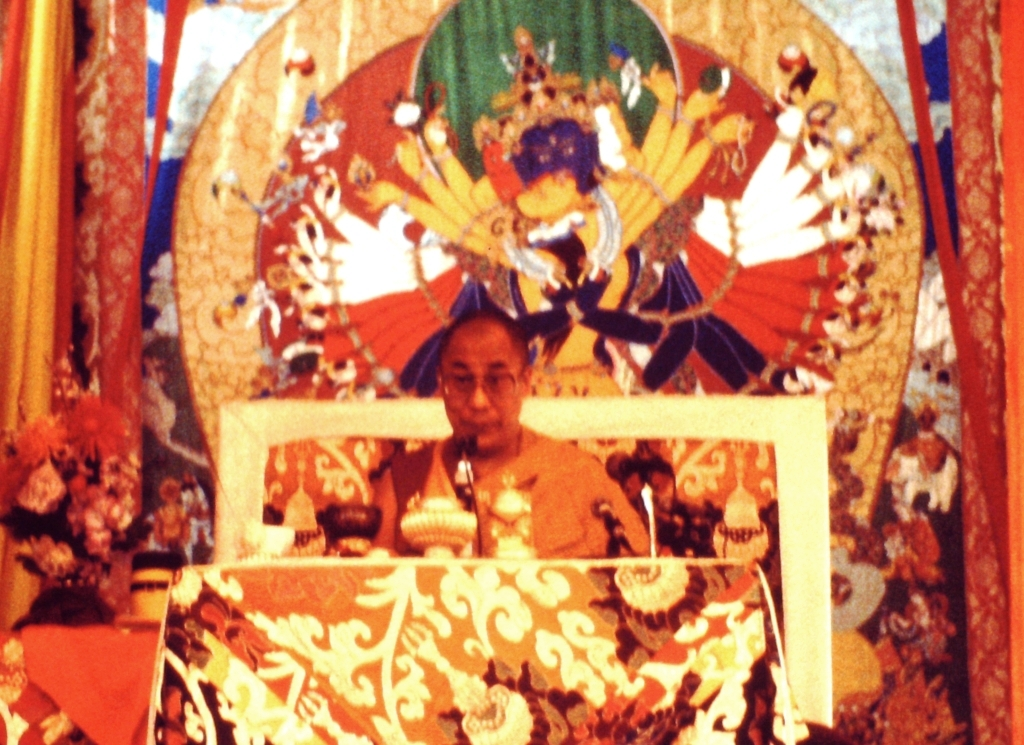
Le dalaï-lama conférant l'initiation de Kalachakra à Bodh Gaya, en Inde, en décembre 1985
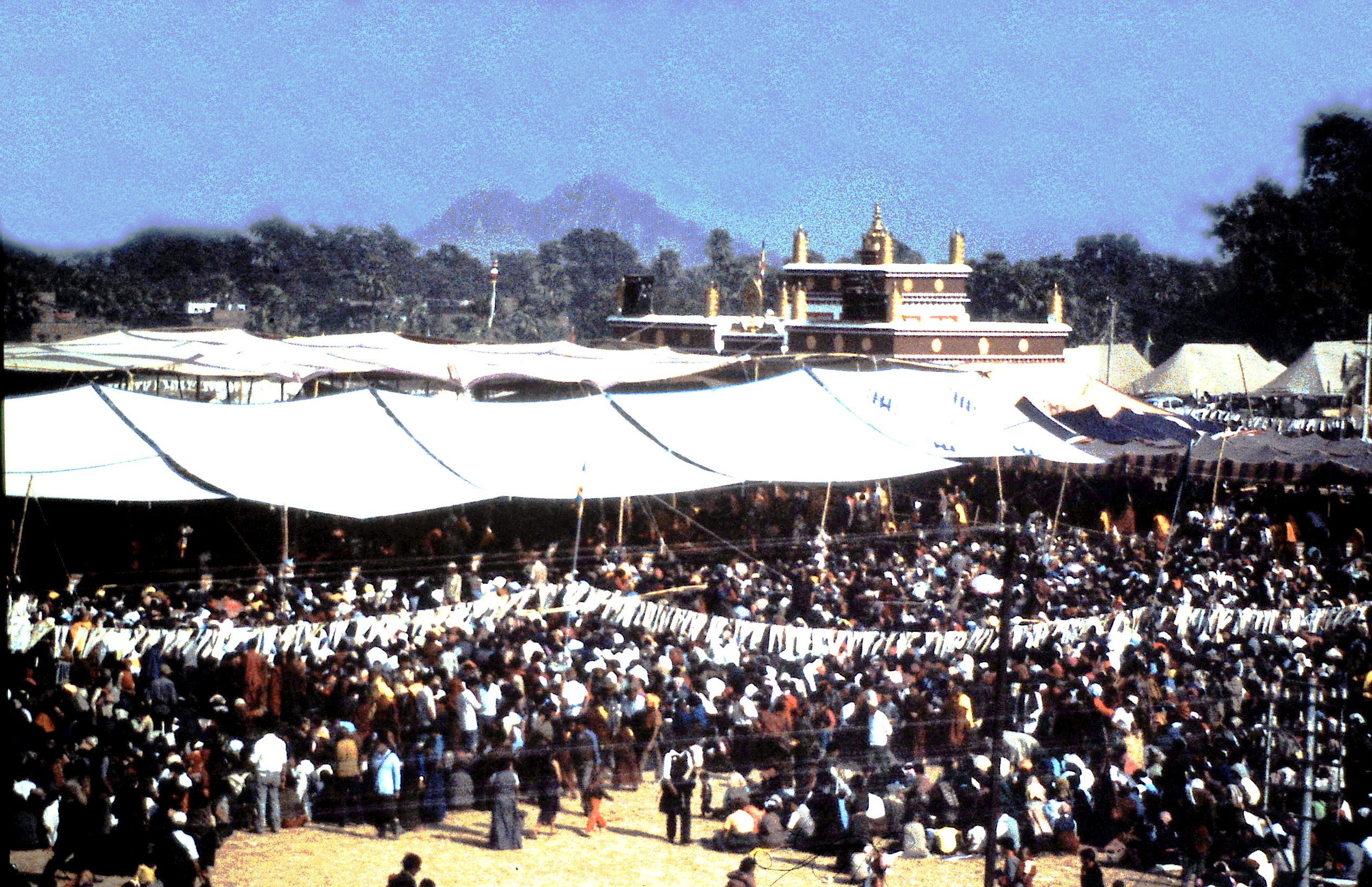
Environ 200 000 personnes assistent à l'initiation de Kalachakra à Bodh Gaya en décembre 1985.